# Les Tanyuk
Leonid Stepanovych Tanyuk dit Les Tanyuk (en ukrainien : Танюк Леонід Степанович), né le 8 juillet 1938 à Schukyn (de), dans le raion de Vyshhorod (oblast de Kiev), et mort le 18 mars 2016 à Kiev, est un réalisateur et metteur en scène ukrainien, ancien dissident et chef du Club des jeunes créatifs (uk).

## Biographie
Après l'indépendance de l'Ukraine, en 1991, Les Tanyuk a été élu à plusieurs reprises au parlement ukrainien, la Rada.